# Eugène Daumas
Melchior Joseph Eugène Daumas, född 4 oktober 1804, död 29 april 1871, var en fransk militär och författare. Han var son till Marie-Guillaume Daumas och bror till Jules Daumas.
Daumas inträdde i armén 1835, var 1837–1839 fransk konsul i Maskara, och fick 1850 ledningen av ärendena rörande Algeriet i krigsministeriet, blev divisionsgeneral 1853 och var 1858–1859 president i Geografiska sällskapet i Paris. Daumas utgav bland annat Le Sahara algérien (1845), Les chevaux du Sahara (1851), samt Mœurs et coutumes de l'Algérie (1853).